# 北原帆夏
北原 帆夏（きたはら ほのか、1998年6月5日 - ）は、日本の女優、タレント。東京都出身。ソニー・ミュージックアーティスツ所属。

## 略歴
高校時代はサッカー部のマネージャーを務めていた。
オーディション情報誌「De☆View」をきっかけに、「ソニー・ミュージックアーティスツ」のオーディションを受けデビュー。
2019年4月から2022年3月まで、日本テレビ『ZIP!』内のコーナー、「流行ニュース キテルネ!」のリポーターを担当した。

## 出演

### テレビドラマ
- 戦う女 第2話（2014年10月24日、フジテレビNEXT ライブ・プレミアム） - 塾の生徒 役
- 5→9 〜私に恋したお坊さん〜 第7話（2015年11月23日、フジテレビ） - 女子高校生 役
- セカイ系バラエティ 僕声 第2話（2017年12月29日、GYAO! / 2018年2月6日、WOWOW[注 1]） - 滋味の彼女 役[7]
- 賭ケグルイ season1 第3話 - 第5話（2018年1月29日 - 2月12日、毎日放送） - 熊楠 役
- 人狼ゲーム ロストエデン 第9話（2018年3月14日、8局共同制作[注 2]） - モニター内の生徒 役
- ミューブ♪〜秘密の歌園〜 第5幕・第7幕・第9幕・第10幕（2018年5月15日 - 6月19日、メ〜テレ） - 玉置瞳 役
- 教場（2020年1月4日・5日、フジテレビ） - 北乃あかり 役[8][9]
- ゆるキャン△ 第7話（2020年2月21日、テレビ東京） - 鳥羽涼子 役[10]
- 映像研には手を出すな! 第壹話・第陸話（2020年4月6日・5月11日、毎日放送） - 応援部長 役[11]
- スポットライト 第3話（2020年7月21日、TOKYO MX1） - 主演・北原帆夏 役[12]
- 劇的に沈黙（2021年7月6日 - 9月28日、TOKYO MX1） - 桐嶋夏織 役[13]
- ワカコ酒 Season6 第11夜（2022年3月22日、BSテレ東） - 「COEDO BREWERY THE RESTAURANT」店員 役[14]
- 恋なんて、本気でやってどうするの? 第2話（2022年4月25日、関西テレビ） - ラクロス部同窓生 役[15]
- あの日ボウリング場から出られなくなったこと（2023年5月16日 - 30日、TOKYO MX1） - 主演・渋谷流花 役[16][注 3]
- 嘘解きレトリック 第6話（2024年11月11日、フジテレビ） - 君子 役[17]
- 40までにしたい10のこと 第4話（2025年7月26日、テレビ東京） - 高野有紗 役[18]

### 映画
- ヌイグルマーZ（2014年1月25日） - 鮎川響子（幼少期） 役[19]
- 劇場版 カードファイト!! ヴァンガード 3つのゲーム（2014年9月13日） - 山下美由紀 役
- MARS〜ただ、君を愛してる〜（2016年6月18日） - 女子高校生 役
- あさひなぐ（2017年9月22日） - 猪又恵 役[20]
- 咲-Saki- 阿知賀編 episode of side-A（2018年1月20日） - 古塚梢 役[21]
- きょうのキラ君（2018年2月25日） - 同級生 役
- 人狼ゲーム インフェルノ（2018年4月7日） - モニター内の生徒 役
- ハッピーメール（2018年5月4日） - 結花 役[22][注 4]
- 映像研には手を出すな!（2020年9月25日） - 応援部長 役[11][注 5]
- さつきのマドリ（2021年2月27日） - 赤坂もも 役[24][25][注 6]
- 糸島映画製作所 長編映画
  - 猫の記憶（2023年1月15日） - 藤崎華音 役[26][注 7][注 8]
  - 猫の魔法とワダツミの悪戯（2025年5月4日） - 櫻井ゆずき 役[28][注 9][注 10]
- THIS MAN（2024年6月7日） - 宜保愛 役
- 明日をも知れぬ綾（2025年6月7日） - 主演[30][注 11]
- 蟲（2025年10月17日公開予定）[32]
- 春に向かって、描く（2026年公開予定） - アヤメ 役[33]

### 配信ドラマ
- 妖怪人間ベラ 〜Episode 0〜（2020年8月13日 - 、全10話） - 白川彩音 役[34]
- 水曜日22時だけの彼（2021年4月7日 - 、全6話、YouTube）[35]
- 私が獣になった夜 〜名前のない関係〜 第2話（2021年11月19日 - 、ABEMA） - 主演・綿貫理沙 役[36]
- ANIMALS -アニマルズ- 第1話（2022年6月23日 - 、ABEMA） - 齋藤ななお 役[37]
- Naokiman HORROR SHOW 第2話「オンタキサン」（2023年8月19日 - 、DMM TV） - エマ 役[38]
- 東京彼女9月号「女性用風〇」（2024年9月6日 - 、全4話、YouTube） - 主演・葉月 役[39]
- みせたいすがた「私は上司を指摘したい」（2025年1月22日 - 、全5話、YouTube / TikTok / Instagram） - 主演・木村 役[40]
- いい妻やめました -バレンタインは復讐記念日-（2025年3月14日 - 、全31話、BUMP） - 主演・川口夏美 役[41]
- TeamDylan 5th Anniversary Short Film「七夕の奇跡」（2025年7月7日 - 、YouTube） - 主演・白川 役[42]

### テレビ番組
- ZIP!（2019年4月2日 - 2022年3月23日、日本テレビ） - 流行ニュース「キテルネ!」リポーター（不定期出演）[6]
  - ZIP!特集 夏休みスペシャル（2019年8月12日） - スタジオ生出演
- WoW!Ho!TV!（2020年9月9日 - 2021年9月29日、TOKYO MX1） - 「アートナビ」リポーター（不定期出演）[43]

### 配信番組
- くっきー!の美女バンジーが好物だわよ。 ＃2（2021年4月1日、auスマートパスプレミアム）[44]
- オーシャンビュー極楽ツアー（auスマートパスプレミアム）[注 12]
  - 春の房総 食にレジャーにてんこ盛り（2021年4月21日）[45]
  - 夏の千葉北 サーフィン海鮮てんこ盛り（2021年9月17日）[46]
- 韓国ドラマな恋がしたい（2023年11月28日 - 12月26日、全12回、Netflix）[47]

### その他ドラマ
- 超実話ミステリー（2017年1月6日、テレビ朝日） - 再現VTR

### ナレーション
- かまいちょぱ（2021年8月4日 - 2022年2月24日、GYAO!）[48][注 13]
- news every.「特集コーナー」（2025年1月10日 - 4月24日、日本テレビ）[49][注 14]

### 舞台
- 海街diary（2017年10月6日 - 8日、紀伊國屋ホール）
- へなちょこヴィーナス（2017年10月31日 - 11月8日、ワーサルシアター） - 主演・相原みどり 役
- 心は孤独なアトム（2018年1月24日 - 28日、シアターグリーン BIG TREE THEATER） - 陽子（マリア） 役
- 路地裏の優しい猫 - 主演・ハルコ 役
  - 大阪公演（2018年8月25日 - 26日、HEP HALL）
  - 東京公演（2018年8月29日 - 9月2日、シアターグリーン BIG TREE THEATER）
- ANSWER?（2019年1月17日 - 27日、アトリエファンファーレ東新宿） - 主演・藤代ナナミ 役[50]
- 肉体改造クラブ・女子高生版（2019年2月18日 - 24日、小劇場B1） - 若菜 役
- シェア（2020年8月19日 - 23日、中野ザ・ポケット） - 網川桃果 役[51]

### CM
- 西武鉄道 「企業CM」（2018年 - 2020年）[52][53]
- 日本コカ・コーラ 「ファンタ」"ぼくらのやりたい100のコト" ボトル 篇（2018年）[54]
- マイナビ 「マイナビ2020」（2018年 - 2019年）[55]
- マクセル アクアパーク品川 「SAKURA AQUARIUM Directed BY NAKED」（2019年）※WEB CM[56]
- 日本マクドナルド 「企業CM」テーブルデリバリー にらめっこ 篇（2020年）[57]
- ソーダストリーム「SodaStream」（2021年）[58]
- Thinkings「採用管理システム sonar ATS」（2021年 - 2022年）[59]
- パナソニック「foodable」おうちでミクソロジーBar体験 篇（2021年 - ）[60]
- カンリー「Canly」ウェイトレスのおすすめ 篇（2022年）[61]
- ロゼット「夢みるバーム」フェイスアート 篇（2022年）[62][63]
- NTT西日本「企業CM」そばにいるから、かなえられる 篇（2022年）[64]
- JAL×日本コカ・コーラ「コラボCM」もう一度、世界へ。 篇（2022年）※WEB CM[65]
- アサヒビール「ホワイトビール」（2024年）※WEB CM[66]
- スターツ「企業CM」Be KIND 篇（2025年）[67]

### ミュージックビデオ
- フィッシャーズ「未完成人」（2018年8月15日） - 片想いの女の子 役[68]
- オワリカラ「fetish!」（2019年4月17日）[69][70][注 15]
- 3grass
  - ソーダ（2019年8月1日）[71]
  - FLASH（2020年8月28日）[72]
- 佐藤ミキ「You & Me」（2021年3月10日）[73]
- マルシィ「幸せの花束を」（2022年10月26日）[74]
- 音田雅則「ベガとアルタイル」（2024年6月25日）[75][76]
- This is LAST「スーパーキセイマン」（2024年6月28日）[77]

### イベント
- SMA 50th Anniversary presents「M.K.O.M -Talk Show-」（2024年11月3日、Tokyo Guest House Oji）[78]

### その他
- 東京スカパラダイスオーケストラ （2021年） - 公式グッズ着用モデル[79]
- Cody・Lee(李) （2021年） - 7th digital single「しろくならない」ジャケットモデル[80]
- NURSERY Vol.77 春号（2022年） - カタログモデル[81]